# Dorysthenes walkeri
Dorysthenes walkeri är en skalbaggsart som beskrevs av George Robert Waterhouse 1840.
Dorysthenes walkeri ingår i släktet Dorysthenes och familjen långhorningar. Artens utbredningsområde är Iran, Laos och Burma. Inga underarter finns listade i Catalogue of Life.

## Bildgalleri

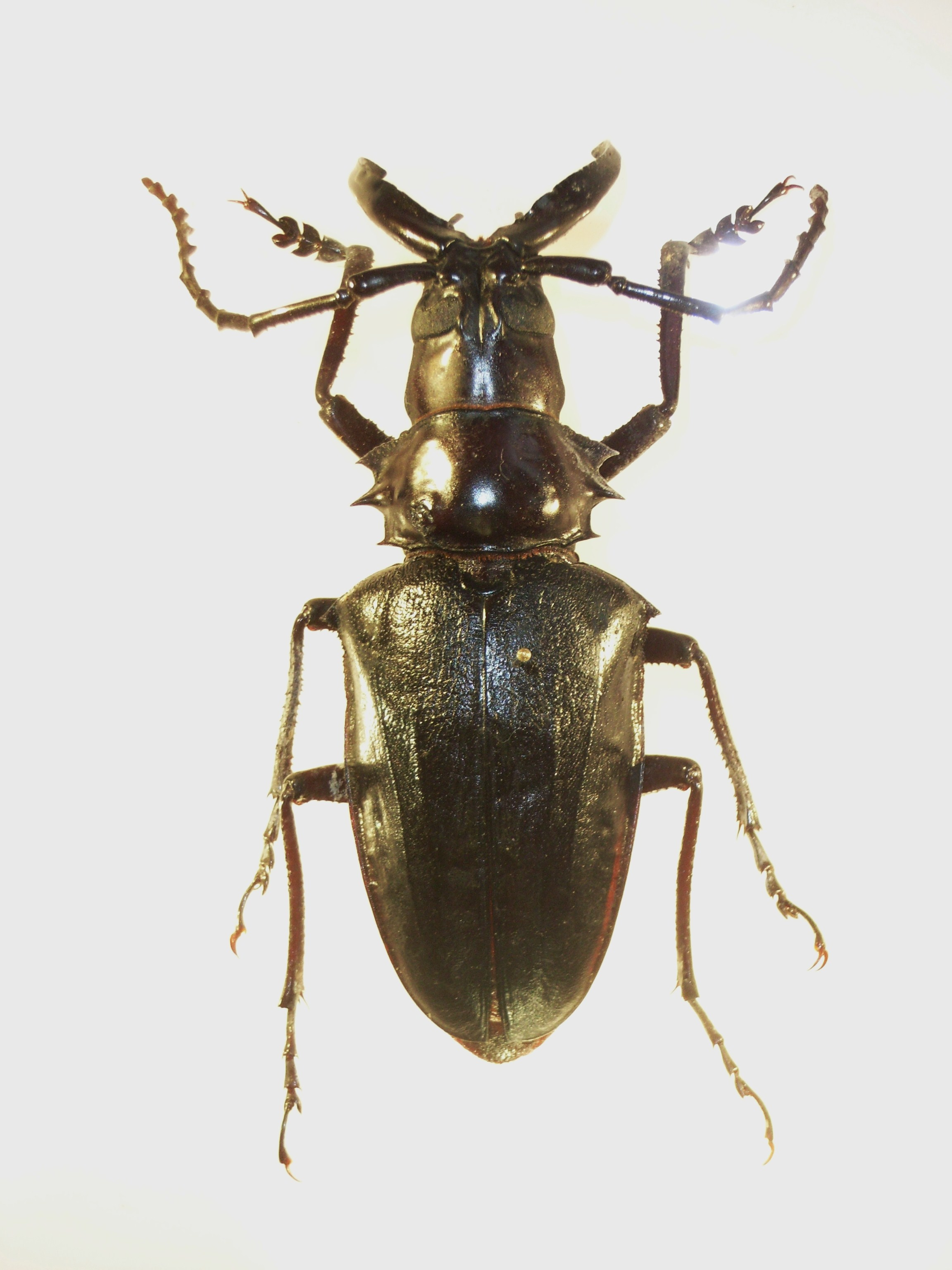